# Switchfoot
Switchfoot es una banda estadounidense de rock alternativo nacida en San Diego, California. Los miembros de la banda son Jon Foreman (voz, guitarra y teclado), Tim Foreman (bajo, coros y voz), Chad Bluter (batería y percusión), Jerome Fontamillas (teclado, guitarra y coros) y Drew Shirley (guitarra y coros). Alcanzaron un éxito prominente a mediados de 2000. Ganadores del Grammy a la categoría Mejor Álbum Góspel Rock por su álbum Hello Hurricane en el 2011, destacan por canciones como «Awakening», «Burn out bright», «Meant to Live», «Dare You to Move», «Your Love Is a Song», «Stars», «The sound», «Mess of me», entre otras. Según Jon Foreman, el nombre «Switchfoot» es un término utilizado en el ámbito del surf. «A todos nosotros nos encanta el surf y lo hemos practicado toda nuestra vida por lo que, para nosotros, el nombre tiene sentido. To switch your feet significa poner los pies en una nueva postura en la dirección opuesta. Se refiere al cambio y al movimiento, una manera de aproximarse a la vida y a la música.»
Algunas de sus canciones aparecen en la película A Walk to Remember. Fueron escogidos para participar de la banda sonora de la segunda entrega de la película Las Crónicas de Narnia, El Príncipe Caspian (interpretan el tema principal titulado «This is Home»., así como en Spider-Man 2. También han sido escogidos para las BSO de varias series, entre ellas Los 4400.

## Historia

### Formación y primeros años (1996-2002)
Switchfoot fue fundada en 1996 como Chin Up, consistiendo de Jon Foreman y su hermano Tim, además de Chad Butler en la batería. Después de tocar en algunos conciertos, la banda fue contactada por el veterano de la industria musical, Charlie Peacock y finalmente firmó contrato para Re:think Records, bajo su nombre actual, Switchfoot. Bajo esta firma la banda lanzó sus primeros tres álbumes de estudio The Legend of Chin, New Way to Be Human y Learning to Breathe. Sin embargo Re:think fue comprado por el gigante de la industria musical , Sparrow Records, antes de que Switchfoot lanzara su primer álbum, lo cual puso en espera las intenciones de la banda y Peacock de ser distribuidos fuera de la escena de la música cristiana contemporánea para alcanzar una audiencia más amplia.
De sus primeros tres álbumes, Learning to Breathe fue el más exitoso, siendo certificado como oro por la RIAA, y recibiendo una nominación al Grammy por mejor álbum rock góspel.
Después en 2002, la música de Switchfoot fue incluida prominentemente en la película A Walk to Remember (Un paseo para recordar), protagonizada por la actriz y cantante Mandy Moore, la cual cantó la canción «Only Hope» durante una escena en la película. Además de la versión de Moore de «Only Hope», las canciones de Switchfoot «You», «Learning to Breathe» y «Dare You to Move» fueron mostradas en la película, además de la versión original de «Only Hope» hacia el final de la película.

### The Beautiful Letdown(2003–05)
Después de la exposición que vino de A Walk to Remember, Switchfoot atrajo la atención de varios sellos discográficos, y finalmente firmó con Columbia Records/SonyBMG.
Switchfoot también recibió cinco nominaciones a los Premios Dove 2005, y ganó cuatro, incluyendo Artista del año.

### Where the Light Shines Throughy receso indefinido (2016–2017)
En agosto de 2015, se informó que Switchfoot lanzaría su décimo álbum de estudio en 2016. El 29 de abril de 2016, Concord Music Group anunció que la banda había firmado un contrato mundial de grabación y coedición con Vanguard Records y La unidad editorial de Concord, The Bicycle Music Company. El 12 de mayo de 2016, Switchfoot anunció que el álbum, titulado Where the Light Shines Through, sería lanzado el 8 de julio de 2016. Fue producido por Switchfoot y John Fields, con quienes la banda ha trabajado The Beautiful Letdown, Nothing Is Sound y ¡Oh! Gravity. La banda apoyó el álbum con el "Looking for America" Tour, con Relient K y viajó a más de 70 ciudades desde el 17 de septiembre de 2016 hasta febrero de 2017.
El 15 de diciembre de 2017, Switchfoot anunció a través de su sitio web y lista de correo que, después de regresar a casa de su gira de otoño, se tomarán un descanso "en el futuro previsible". La banda dijo en su anuncio: "Por primera vez en veinte años, nos tomamos un descanso prolongado".

## Estilo e influencias
Desde que la banda fue formada en 1997, su sonido ha cambiado significativamente. El estilo de los primeros álbumes era básicamente la de rock alternativo guiado por la guitarra y hard rock aunque incorporában además arreglos de cuerdas en las canciones lentas. El vocalista y guitarrista de Switchfoot, Jon Foreman cita sus influencias musicales U2, The Beatles y Keith Green.

## Switchfoot y la música cristiana
La banda se identifica dentro del cristianismo, pues todos los miembros son creyentes, sin embargo, Jon Foreman trató de que no incluyan a la banda dentro de la etiqueta de rock cristiano. Esto se resume en una declaración en la que dicen "porqué no harán más música cristiana".
"Para ser honesto, esta pregunta me duele porque siento que representa un problema mucho más grande que simplemente un par de canciones de SF. En la verdadera forma Socrática, déjame hacerte algunas preguntas: ¿C.S. Lewis o J.R. Tolkien mencionan a Cristo en cualquiera de sus series de ficción?, ¿es cristiana la sonata de Bach?, ¿que es más como Cristo, alimentar a los pobres, la fabricación de muebles, la limpieza de baños o una pintura de una puesta de sol? Hay un cisma entre lo sagrado y lo secular en todas nuestras mentes modernas.
La opinión de que un pastor es más "cristiano" que un entrenador de voleibol femenino es errónea y herética. La postura de que un líder de adoración es más espiritual que un portero es condescendiente y defectuosa. Estos diferentes llamados y propósitos demuestran además la soberanía de Dios.
Muchas canciones son dignas de ser escritas. Switchfoot ha escrito algunas, Keith Green, Bach, y tal vez usted mismo ha escrito otras. Algunas de estas canciones hablan de la redención, a otros acerca de la salida del sol, a otros acerca de nada en particular: escritas por la simple alegría de la música.
Ninguna de estas canciones ha nacido de nuevo, y para ello no hay tal cosa como la música cristiana. No, Cristo no vino y murió por mis canciones, él vino por mí. Sí, mis canciones son una parte de mi vida. Pero a juzgar por las Escrituras no puedo sino concluir que nuestro Dios está mucho más interesado en cómo trato a los pobres y necesitados y a los hambrientos que por los pronombres personales que uso cuando canto. Yo soy un creyente. Muchas de estas canciones hablan de esta creencia. Una obligación de decir esto o aquello no suena como la gloriosa libertad que Cristo murió para pagar.
Tengo una obligación, sin embargo, una deuda que no pueda ser resuelta por mis decisiones líricas. Mi vida será juzgada por mi obediencia, no es mi capacidad de limitar mis letras de esta caja de texto o aquello.
Todos tenemos una vocación diferente, Switchfoot está tratando de ser obediente a lo que somos llamados a ser. No estamos tratando de ser Audio Adrenaline o U2 o POD o Bach: estamos tratando de ser Switchfoot. Usted ve, una canción que tiene la palabra: "Jesucristo" no es más o menos "cristiana" que una pieza instrumental. He oído a mucha gente decir Jesucristo y no precisamente estaban hablando de su redentor. Ya ves, Jesús no murió por cualquiera de mis canciones. Así que no hay jerarquía de la vida o las canciones o la ocupación sólo obediencia. Tenemos un llamado a tomar nuestra cruz y seguirlo. Podemos estar seguros de que estos caminos serán diferentes para todos nosotros. Así como usted tiene un cuerpo y cada parte tiene una función diferente, también en Cristo nosotros, que somos muchos, formamos un solo cuerpo y cada uno de nosotros pertenece a todos los demás. Por favor, seamos pacientes para juzgar a los 'hermanos' que tienen una vocación diferente".

## Actualidad
La banda nos ha dado una nueva experiencia en una película acerca de sus vidas llamada "Fading West". Incluyendo sus nuevas canciones de su nuevo álbum Fading West.

## Miembros
- Jon Foreman – voz, guitarra, teclado, piano (1996-presente)
- Timothy David Foreman – bajo, fondos vocales (1996-presente)
- Chad Butler – batería (1996-presente)
- Jerome Fontamillas – teclado, piano, sintetizador, guitarra, fondos vocales (2001-presente)
- Drew Shirley – guitarra, fondos vocales (2005-2022)

## Discografía
Álbumes de estudio
- 1997: The Legend of Chin
- 1999: New Way to Be Human
- 2000: Learning to Breathe
- 2003: The Beautiful Letdown
- 2005: Nothing Is Sound
- 2006: Oh! Gravity.
- 2009: Hello Hurricane
- 2011: Vice Verses
- 2014: Fading West
- 2016: Where the Light Shines Through
- 2019: Native Tongue
- 2021: Interrobang

## Giras
- Loud and Clear Tour (2002)
- The Beautiful Letdown Tour (2003-2004)
- Nothing Is Sound Tour (2005-2006)
- Oh! Gravity. Tour (2006-2007)
- Appetite for Construction Tour (2007) con Relient K y Ruth
- Up in Arms Tour (2008)
- Music Builds Tour (2008) con Third Day, Robert Randolph and the Family Band y Jars of Clay
- Crazy Making Tour (2009) con Blue October
- Hello Hurricane Tour (2009-2010)
- Vice Verses Tour (2011-2012)
- Fading West Tour (2013-2014)

## Premios
Orville H. Gibson Guitar Awards
- 2001: Les Paul Horizon Award for the most promising up-and-coming guitarist — Jon Foreman

ASCAP Awards
- 1997: Best New Artist
- 2006: Impact Award awarded "to celebrate the success and influence of his songs in mainstream rock music"[4]— Jon Foreman
- 2006: Top 50 list of Most Performed Song of 2005 — "Dare You to Move"

GMA Dove Awards
- 2004: Rock Recorded Song of the Year — "Ammunition"
- 2004: Rock/Contemporary Album of the Year — The Beautiful Letdown
- 2004: Rock/Contemporary Recorded Song of the Year — "Meant to Live"
- 2005: Artist of the Year
- 2005: Short Form Music Video of the Year — "Dare You to Move"
- 2005: Long Form Music Video of the Year — Live In San Diego
- 2005: Rock/Contemporary Recorded Song of the Year — "Dare You to Move"
- 2006: Short Form Music Video of the Year — "Stars"
- 2010: Rock Recorded Song of the Year – "Mess of Me"

Grammy Awards
- 2011: Best Rock or Rap Gospel Album - Hello Hurricane

San Diego Music Awards
- 1997: Best New Artist
- 2001: Best Pop Artist
- 2001: Best Pop Album — Learning to Breathe
- 2002: Best Adult Alternative Artist
- 2003: Best Pop Album — The Beautiful Letdown
- 2003: Album of the Year — The Beautiful Letdown
- 2004: Song of the Year — "Dare You to Move"
- 2006: Artist of the Year
- 2007: Album of the Year — Oh! Gravity
- 2010: Album of the Year – Hello Hurricane
- 2011: Artist of the Year

Rock on Request Awards
- 2009: Best Christian Artist